# Dobropole (powiat gryfiński)
Dobropole – wieś sołecka w Polsce położona w województwie zachodniopomorskim, w powiecie gryfińskim, w gminie Trzcińsko-Zdrój.
Dobropole znajduje się we południowo-wschodniej części gminy Trzcińsko-Zdrój, w odległości około 9 km na południowy wschód od miasta, nad Jeziorem Dobropolskim
Obecnie wieś ma status sołectwa. Obręb geodezyjny zajmuje powierzchnię 447 ha. Mieszka tu 134 osoby (według stanu na 31.12.2005 r.).
Ważniejsze obiekty zabytkowe: 
- pałac klasycystyczny z XVIII wieku (1760-1770), elewacja dekorowana pilastrami (nr rejestru zabytków 172 z 24.10.1956 r.)[5];
- park z XVIII-XIX wieku o pow. ok. 4 ha (nr rejestru zabytków 172 z 24.10.1956 r.)[5];
- kościół klasycystyczny pod wezwaniem Matki Bożej Różańcowej z 1766 (nr rejestru zabytków 316 z 12.09.1958 r.)[5]. Posiada gładkie, otynkowane elewacje i ceglaną, neogotycką nadstawę wieży nakrytej strzelistym hełmem wiciowym[6].